# Howard Zinn
Howard Zinn (24 de agosto de 1922-27 de enero de 2010) fue un historiador social, ensayista y dramaturgo estadounidense de origen judío, profesor de ciencias políticas en la Universidad de Boston y presidente del Departamento de Historia y Ciencias Sociales en Spellman College en Atlanta. Sus planteamientos incorporaron ideas procedentes del marxismo, el anarquismo y el socialismo. Desde la década de 1960, fue un referente de los derechos civiles y el movimiento antibélico en los Estados Unidos. Fue autor de más de 20 libros, entre ellos A People's History of the United States (editada en español como La otra historia de los Estados Unidos) y Declarations of Independence.

## Biografía
Zinn nació en una familia de inmigrantes judíos en Brooklyn el 24 de agosto de 1922. Su padre, Eddie Zinn, nacido en Austria-Hungría, emigró a los Estados Unidos con su hermano Samuel antes del estallido de la Primera Guerra Mundial . Su madre, Jenny (Rabinowitz) Zinn, emigró de la ciudad siberiana oriental de Irkutsk . Sus padres se conocieron por primera vez como trabajadores en la misma fábrica. Su padre trabajó como excavador de zanjas y limpiador de ventanas durante la Gran Depresión. Su padre y su madre administraron una tienda de dulces en el vecindario por un breve tiempo, apenas sobreviviendo. Durante muchos años, su padre estuvo en el sindicato de camareros y trabajó como camarero para bodas y bar mitzvahs.
Ambos padres eran trabajadores de una fábrica con educación limitada cuando se conocieron y se casaron, y no había libros ni revistas en la serie de apartamentos donde criaron a sus hijos. Los padres de Zinn lo introdujeron a la literatura enviando 10 centavos más un cupón al New York Post por cada uno de los 20 volúmenes de las obras completas de Charles Dickens.
De joven, Zinn conoció a varios jóvenes comunistas de su barrio de Brooklyn. Lo invitaron a un mitin político que se realizaba en Times Square. A pesar de ser una manifestación pacífica, la policía montada cargó contra los manifestantes. Zinn fue golpeado y dejado inconsciente. Esto tendría un efecto profundo en su perspectiva política y social.
También estudió escritura creativa en la escuela secundaria Thomas Jefferson  de Brooklyn en un programa especial establecido por el director y poeta Elias Lieberman.
Zinn inicialmente se opuso a la entrada en la Segunda Guerra Mundial, influenciado por sus amigos, por los resultados del Comité Nye y por sus lecturas en curso. Sin embargo, estos sentimientos cambiaron a medida que aprendió más sobre el fascismo y su ascenso en Europa. El libro Sawdust Caesar tuvo un impacto particularmente grande a través de su descripción de Mussolini. Por lo tanto, después de graduarse de la escuela secundaria en 1940, Zinn tomó el examen del Servicio Civil y se convirtió en aprendiz de armador en el Navy Yard de Nueva York a la edad de 18 años. Las preocupaciones sobre los salarios bajos y las condiciones de trabajo peligrosas obligaron a Zinn y a varios otros aprendices a formar la Asociación de Aprendices. En ese momento, los aprendices estaban excluidos de los sindicatos y, por lo tanto, tenían poco poder de negociación, a lo que la Asociación de Aprendices fue su respuesta. Los principales organizadores de la asociación, entre los que se encontraba el propio Zinn, se reunían una vez a la semana fuera del trabajo para discutir estrategias y leer libros que en ese momento se consideraban radicales. Zinn fue el director de Actividades del grupo. Su tiempo en este grupo influiría enormemente en sus puntos de vista políticos y creó en él una apreciación por los sindicatos.

## Segunda Guerra Mundial
Deseoso de luchar contra el fascismo, Zinn se unió al Cuerpo Aéreo del Ejército de los Estados Unidos durante la Segunda Guerra Mundial y se convirtió en oficial. Fue asignado como bombardero en el Grupo de Bombardeo 490, bombardeando objetivos en Berlín, Checoslovaquia y Hungría. Como bombardero, Zinn lanzó bombas de napalm en abril de 1945 en Royan, un balneario en el oeste de Francia. La postura antibélica que Zinn desarrolló más tarde se basó, en parte, en sus experiencias.

## Educación
Después de la Segunda Guerra Mundial, Zinn asistió a la Universidad de Nueva York con el GI Bill y se graduó con una licenciatura en 1951. En la Universidad de Columbia, obtuvo un master(1952) y un doctorado. en historia con mención en ciencias políticas (1958). Su tesis de maestría examinó las huelgas de carbón de Colorado de 1914. Su tesis doctoral Fiorello LaGuardia en el Congreso fue un estudio de la carrera en el Congreso de Fiorello LaGuardia y describió "la conciencia de los años veinte" el derecho a la huelga y la redistribución de la riqueza mediante impuestos. "Su programa legislativo específico", escribió Zinn, "fue un anticipo asombrosamente preciso del New Deal". Fue publicado por la Cornell University Press para la American Historical Association. Fiorello LaGuardia in Congress fue nominado para el Premio Beveridge de la Asociación Histórica Americana como el mejor libro en inglés sobre la historia de Estados Unidos.
Sus profesores en Columbia estaban Harry Carman, Henry Steele Commager y David Donald. Pero fue The American Political Tradition del historiador de Columbia Richard Hofstadter lo que le causó una impresión más duradera. Zinn lo incluía regularmente en sus listas de lecturas recomendadas y, después de que Barack Obama fuera elegido presidente de los Estados Unidos, Zinn escribió: "Si Richard Hofstadter añadiera a su libro The American Political Tradition, en el que encontraría tanto Presidentes 'conservadores' como 'liberales', tanto demócratas como republicanos, que mantienen a ultranza las dos características fundamentales del sistema estadounidense, el nacionalismo y el capitalismo, Obama encajaría en el patrón".

## Obra publicada
Obra completa:
- La Guardia in Congress, 1959.
- The Southern Mystique, 1964.
- SNCC: The New Abolitionists, 1964.
- New Deal Thought (editor), 1965.
- Vietnam: The Logic of Withdrawal (1967) OCLC 411235.
- Disobedience and Democracy: Nine Fallacies on Law and Order (1968, reeditado 2002) ISBN 978-0-89608-675-3.
- The Politics of History (1970) (2.ª ed. 1990) ISBN 978-0-252-06122-6.
- The Pentagon Papers Senator Gravel Edition, v. 5. Critical Essays. Boston. Beacon Press, 1972. 341 p. + 72 p. de Index a v. I–IV de los Papers, Noam Chomsky, Howard Zinn, eds. ISBN 978-0-8070-0522-4.
- Justice in Everyday Life: The Way It Really Works (Editor) (1974) ISBN 978-0-688-00284-8.
- Justice? Eyewitness Accounts (1977) ISBN 978-0-8070-4479-7.
- A People's History of the United States: 1492 – Present (1980), revisado (1995) (1998) (1999) (2003) (2004) (2005) (2010) ISBN 978-0-06-052837-9.
- Playbook de Maxine Klein, Lydia Sargent, Howard Zinn (1986) ISBN 978-0-89608-309-7.
- Declarations of Independence: Cross-Examining American Ideology (1991) ISBN 978-0-06-092108-8.[20]
- A People's History of the United States: The Civil War to the Present Kathy Emery and Ellen Reeves, Howard Zinn (2003 ed. para docentes) v. I: ISBN 978-1-56584-724-8. v. II: ISBN 978-1-56584-725-5.
- Failure to Quit: Reflections of an Optimistic Historian (1993) ISBN 978-1-56751-013-3.
- You Can't Be Neutral on a Moving Train: A Personal History of Our Times (autobiografía, 1994) ISBN 978-0-8070-7127-4
- A People's History of the United States: The Wall Charts de Howard Zinn y George Kirschner (1995) ISBN 978-1-56584-171-0.
- Hiroshima: Breaking the Silence (pamphlet, 1995) ISBN 978-1-884519-14-7.
- The Zinn Reader: Writings on Disobedience and Democracy (1997) ISBN 978-1-888363-54-8; 2.ª ed. 2009 ISBN 978-1-58322-870-8.
- The Cold War & the University: Toward an Intellectual History of the Postwar Years (Noam Chomsky (Editor) autores: Ira Katznelson, R. C. Lewontin, David Montgomery, Laura Nader, Richard Ohmann,[21] Ray Siever, Immanuel Wallerstein, Howard Zinn (1997) ISBN 978-1-56584-005-8.
- Marx in Soho: A Play on History (1999) ISBN 978-0-89608-593-0.
- The Future of History: Interviews With David Barsamian (1999) ISBN 978-1-56751-157-4.
- Howard Zinn on War (2000) ISBN 978-1-58322-049-8.
- Howard Zinn on History (2000) ISBN 978-1-58322-048-1.
- La Otra Historia De Los Estados Unidos (2000) ISBN 978-1-58322-054-2.
- Three Strikes: Miners, Musicians, Salesgirls, and the Fighting Spirit of Labor's Last Century (Dana Frank, Robin Kelley, and Howard Zinn) (2002) ISBN 978-0-8070-5013-2.
- Terrorism and War (2002) ISBN 978-1-58322-493-9 (entrevistas, Anthony Arnove (ed.)
- The Power of Nonviolence: Writings by Advocates of Peace Editor (2002) ISBN 978-0-8070-1407-3.
- Emma: A Play in Two Acts About Emma Goldman, American Anarchist (2002) ISBN 978-0-89608-664-7.
- Artists in Times of War (2003) ISBN 978-1-58322-602-5.
- The 20th century: A People's History (2003) ISBN 978-0-06-053034-1.
- A People's History of the United States: Teaching Edition Abridged (2003 actualizado) ISBN 978-1-56584-826-9.
- Passionate Declarations: Essays on War and Justice (2003) ISBN 978-0-06-055767-6.
- Howard Zinn On Democratic Education Donaldo Macedo, Editor (2004) ISBN 978-1-59451-054-0.
- The People Speak: American Voices, Some Famous, Some Little Known (2004) ISBN 978-0-06-057826-8.
- Voices of a People’s History of the United States (con Anthony Arnove, 2004) ISBN 978-1-58322-647-6; 2.ª ed. 2009 ISBN 978-1-58322-916-3.
- A People's History of the Civil War: Struggles for the Meaning of Freedom by David Williams, Howard Zinn (Series Editor) (2005) ISBN 978-1-59558-018-4.
- A Power Governments Cannot Suppress (2006) ISBN 978-0-87286-475-7.
- Original Zinn: Conversations on History and Politics (2006) Howard Zinn y David Barsamian.
- A People's History of American Empire (2008) de Howard Zinn, Mike Konopacki y Paul Buhle. ISBN 978-0-8050-8744-4.
- A Young People's History of the United States, adaptado de texto original por Rebecca Stefoff; ilustrado y actualizado 2006, con nueva introducción y prólogo de Howard Zinn; 2 v. Seven Stories Press, New York, 2007.
  - V. 1: Columbus to the Spanish-American War. ISBN 978-1-58322-759-6.
  - V. 2: Class Struggle to the War on Terror. ISBN 978-1-58322-760-2.
  - One-volume edition (2009) ISBN 978-1-58322-869-2.
- The Bomb (City Lights Publishers, 2010) ISBN 978-0-87286-509-9.
- The Historic Unfulfilled Promise (City Lights Publishers, 2012) ISBN 978-0-87286-555-6.

Obra traducida en español
- La otra historia de los Estados Unidos, Editorial Hiru, 1997. Traducción de Toni Strubel.
- La otra historia de los Estados Unidos, Editorial Pepitas de calabaza, 2021. Traducción de Enrique Alda.
- Sobre la guerra. La paz como imperativo moral, Editorial Debate, 2007. Traducción de Ramón Vilà Vernis.
- Nadie es neutral en un tren en marcha, Editorial Hiru, traducción de Roser Berdague.